# Mateusz Jerzy
Mateusz Jerzy (ur. 29 marca 1995) – polski lekkoatleta specjalizujący się w skoku o tyczce.

## Sukcesy sportowe
- Mistrzostwa Polski seniorów w lekkoatletyce (1 medal)
  - Białystok 2017 – brązowy medal
- Młodzieżowe mistrzostwa Polski w lekkoatletyce (3 medale)
  - Inowrocław 2014 – brązowy medal
  - Białystok – srebrny medal
  - Suwałki 2017 – złoty medal
- Mistrzostwa Polski juniorów w lekkoatletyce (1 medal)
  - Białystok 2012 – srebrny medal
- Halowe mistrzostwa Polski seniorów w lekkoatletyce (1 medal)
  - Toruń 2020 – brązowy medal

## Rekordy życiowe
- skok o tyczce
  - stadion – 5,51 (Warszawa 2019-07-28)
  - hala – 5,61 (Łódź 2020-01-11)